# Ana María Echaide
Ana María Echaide Itarte (San Sebastián, 23 de abril de 1936) es una lingüista, traductora y catedrática de universidad española.

## Biografía
Nació en la finca Aldatzain en Etxaide Ategorrieta. Su padre, Ignacio María Echaide Lizasoain, era un ingeniero donostiarra, que trabajó en la Diputación de Guipúzcoa, en la modernización de la red provincial de teléfono; era miembro de la Real Academia de la Lengua Vasca. Su madre, María Dolores Itarte Alberdi, era oriunda de Zumárraga y cultivaba olmos. El matrimonio tuvo diez hijos.
A la edad de ocho años, comenzó sus estudios de francés en el colegio Notre Dâme de la capital guipuzcoana. Su madre falleció en agosto de 1947 cuando Ana tenía solo once años.

### Carrera profesional
Se licenció en Filología Románica, en la Universidad de Barcelona (1959). Se doctoró (1967) con una tesis doctoral dirigida por Koldo Mitxelena.
Comenzó su carrera docente como Profesor Ayudante, llegando a ser Catedrática de Español en la Universidad de Navarra (1964-1970), y Catedrático de Euskera en el Departamento de Lengua y Cultura Vascas, cuya cátedra había sido creada por Antonio Fontán (1963) para la investigación del euskara y la cultura vasca.
A través de un concurso, obtuvo el puesto de Profesor Asociado de Español en la Universidad de Santiago de Compostela (1970-1975). De regreso a la Universidad de Navarra, impartió clases de Lingüística Española y Vasca, en la especialidad de Filología Hispánica. En 1981 obtuvo la Cátedra de Lingüística General de la Universidad del País Vasco. Allí trabajó un breve tiempo y luego volvió a Pamplona. Ha sido profesora e investigadora en Lingüística general, española y vasca, principalmente en la Universidad de Navarra. Allí presidió la Cátedra de Euskera y Cultura Vasca (1980-2002) tras José Miguel de Barandiarán, e impulsó la lengua y la cultura vascas: los estudios vascos, el Diplomado en Estudios Vascos y diversos actos y actividades culturales, como las Semanas Vascas, Escritores, Conferencias, Poesía y sesiones de versos y publicaciones y programas de radio en euskera.
Experta en dialectología, fue pionera en el estudio de los dialectos navarros, según el criterio de Koldo Mitxelena: en los años sesenta realizó entrevistas a 72 vascos en Navarra. Los resultados fueron publicados en diversas publicaciones, como los Atlas de Lenguas y Lenguas Populares de Euskaltzaindia.

## Academias a las que pertenece
- Miembro de la Academia Vasca (27 de abril de 1983).
- Miembro de honor de la Academia (29 de enero de 2010).
- Miembro del Consejo Navarro de la Lengua Vasca (1996-1998).
- Vocal de la Comisión Técnica del Ayuntamiento de Pamplona (1997).
- Miembro de la Fundación Colegio de Navarra, en representación de Eusko Ikaskuntza (1998-2002)[3]

## Obras
- "La Primera Comunión de Nina", Pamplona, Asociación Arguments, 2013, lxxxvii pp.[5]

- "Erizkizundi irukoitza: triple cuestionario, triple questionnaire, Euskara 1925", Bilbao,  Euskaltzaindia, 1984, 387 pp.[6]

- 1989an El euskera en Navarra: encuestas lingüísticas (1965-1967)[7]

### Traducciones
- Josemaría Escrivá de Balaguer, "Bidea", Pamplona-Iruña, Eunsa, 2000, [2ª] ed. euskera, 436 pp.
- Josemaría Escrivá de Balaguer, "Kristo, bidez doala: homiliak",  Pamplona-Iruña, Eunsa, 2006, 1ª ed. euskera, 381 pp.
- Josemaría Escrivá De Balaguer, San, "Solasaldiak", Pamplona-Iruña, Eunsa, 2021, 1ª ed. euskera, 313 pp.